# Cao Ly Nguyên Tông
Cao Ly Nguyên Tông (Hangul: 고려 원종, chữ Hán: 高麗 元宗; 5 tháng 4 năm 1219 – 23 tháng 7 năm 1274, trị vì 1260 – 1274) là quốc vương thứ 24 của vương triều Cao Ly tại Triều Tiên. Ông có tên là Vương Trị (왕식, 王禃) hay Vương Điển (왕전, 王倎), tự là Nhật Tân (일신, 日新). Ông là con trai cả của Cao Ly Cao Tông và là anh của Cao Ly Anh Tông.
Nguyên Tông lên ngôi với sự giúp đỡ của Hốt Tất Liệt. Dưới thời ông trị vì, Cao Ly trở thành một nước phiên thuộc của nhà Nguyên tại Trung Quốc.
Ông cũng là vị vua Cao Ly cuối cùng sử dụng miếu hiệu, và nó sẽ chỉ được phục hồi lại vào thời nhà Triều Tiên, và cũng từ đời ông trở đi, những người trị vì Cao Ly sử dụng tước hiệu "Trung" (충, 忠, nghĩa là "trung thành"), theo yêu cầu của Hốt Tất Liệt.
Năm 1269, quyền thần Lâm Diễn (임연, 林衍) đã tiến hành chính biến để loại bỏ Nguyên Tông. Diễn đã đưa An Khánh công Vương Xương lên ngôi, tức Cao Ly Anh Tông và nói dối rằng Nguyên Tông đã thoái vị vì bệnh tật. Hốt Tất Liệt đã cử 3000 lính để đương đầu với quân nổi dậy. Năm 1270, Lâm Diễn và con trai Lâm Duy Mậu bị quân Nguyên giết, kết thúc 100 năm Vũ thần chính quyền.
Nguyên Tông trở về cung vào năm 1271 và tái lên ngôi. Ông cai trị thêm 3 năm nữa thì mất, thọ 55 tuổi, táng tại Thiều lăng (韶陵), thụy là Trung Kính Thuận Hiếu Đại Vương (忠敬順孝大王).

## Gia đình
- Cha: Cao Ly Cao Tông.
- Mẹ: An Huệ Vương hậu (안혜왕후; ? – 1232), con gái của Cao Ly Hi Tông, xét vai vế thì bà là chị họ của Cao Tông. Nguyên Tông truy phong Vương thái hậu.
- Thê tử:
  - Tĩnh Thuận Vương hậu (정순왕후; 1222 – 1237), con gái của Kim Nhược Tiên (김약선), nguyên là Thái tử phi, truy phong Kính Mục Hiền phi (敬穆賢妃) rồi Tĩnh Thuận Vương hậu (靜順王后), Trung Liệt Vương truy tôn Thuận Kính Thái hậu.
    1. Cao Ly Trung Liệt Vương (1236 – 1308).

  - Khánh Xương Cung chủ (경창궁주), cháu ngoại của Cao Ly Hi Tông, được sắc phong Vương hậu, bị vu tội chửi rủa mà phế tước dưới thời Trung Liệt Vương.
    1. Thủy Dương hầu Vương Di (시양후 왕이; ? – 1266).
    2. Thuận An công Vương Tông (순안공 왕종).
    3. Khánh An Cung chúa (경안궁주), lấy Tề Tư công Vương Thục (제안공 왕숙).
    4. Hàm Ninh Cung chúa (함녕궁주), lấy Quảng Bình công Vương Huệ (광평공 왕혜).